# أنجي هارت
أنجي هارت (بالإنجليزية: Angie Hart) هي مغنية أسترالية، ولدت في 8 مارس 1972 في أديلايد في أستراليا.

## وصلات خارجية
- الموقع الرسمي
- أنجي هارت على موقع IMDb (الإنجليزية)
- أنجي هارت على موقع ميوزك برينز (الإنجليزية)
- أنجي هارت على موقع ديسكوغز (الإنجليزية)